# Yên Khê
Yên Khê là một xã thuộc huyện Con Cuông, tỉnh Nghệ An, Việt Nam.
Xã Yên Khê có diện tích 51,43 km², dân số năm 1999 là 4.744 người, mật độ dân số đạt 92 người/km².